# Avia (település)
Avia település Olaszországban, Trento megyében. Lakosainak száma 4098 fő (2023. január 1.). Avia Brentino Belluno, Brentonico, Ferrara di Monte Baldo, Malcesine, Ala, Dolcè és Sant'Anna d'Alfaedo községekkel határos.

## Népesség
A település népességének változása:
| Lakosok száma | 4116 | 4091 | 4098 |
|               | 2017 | 2018 | 2023 |